# Николаев, Михаил Алексеевич
Михаил Алексеевич Николаев (26 ноября 1919, Самарская губерния — 12 июля 1979) — разведчик 30-го стрелкового Хасанского полка, сержант — на момент представления к награждению орденом Славы 1-й степени.

## Биография
Родился 26 ноября 1919 года в городе Сызрань, Самарской области. В 1931 году окончил 4 класса начальной школы. Дальше учиться не пришлось, семья был многодетная, и он как старший из восьми детей с ранних лет помогал родителям. После школы пошел ученикам к бондарю. Затем работал на заводе пищевых концентратов, в бригаде бурильщиков Сызранского нефтепромысла.
В сентябре 1939 года Сызранским райвоенкоматом был призван в Красную Армию, направлен в пограничные войска. Службу проходил на Дальнем Востоке, на одной из застав уссурийского участка границы. Здесь встретил начало Великой Отечественной войны, с первых дней рвался на фронт. В октябре 1942 года был зачислен в формируемую в городе Хабаровск Дальневосточную стрелковую дивизию войск НКВД. В ноябре дивизия была переформирована в 102-ю Дальневосточную стрелковую дивизию, в составе 30-го Хасанского стрелкового полка М. А. Николаев прошел весь боевой путь. Член ВКП/КПСС с 1944 года.
В марте 1943 года дивизия прибыла на Центральный фронт и занял позиции на западной части северного фаса Курской дуги, в районе города Дмитровск-Орловский, находясь на левом фланге 70-й армии. В составе своего полка красноармеец Николаев участвовал в сражении на Курскую дуге, форсировании реки Десна, освобождении города Новгород-Северский. В наступательных боях с июля по ноябрь 1943 года показал себя храбрым и решительным разведчиком. В сентябре 1943 года был ранен, но быстро вернулся в строй в свой полк. Участвовал в разведвыходах, освобождении ряда населенных пунктов. В бою за поселок Огничный, благодаря решительным действиями разведгруппы в составе которой был Николаев, батальон без потерь занял населенный пункт и захватил трофеи. В ноябре 1943 года разведчик Николаев получил первую боевую награду — орден Красной Звезды.
С 10 по 30 ноября 1943 года дивизия участвовала в Гомельско-Речицкой операции. В ночь на 26 ноября 1943 года в составе штурмовой группы красноармеец Николаев преодолел реку Сож в районе юго-восточной окраины города Гомель и участвовал в захвате плацдарма. Одним из первых ворвался в траншею огнём из автомата и гранатой уничтожил 7 противников, чем посеял панику среди врага и вынудил его отойти. Группа захватила плацдарм на правом берегу реки, способствовала переправе основных сил полка и освобождению Гомеля.
Приказом по частям 102-й стрелковой дивизии от 14 декабря 1943 года красноармеец Николаев Михаил Алексеевич награждён орденом Славы 3-й степени.
11 февраля 1944 года при прорыве обороны противника в районе населенного пункта Язвин младший сержант Николаев в составе разведывательной группы скрытно подобрался к переднему краю обороны противника. Разведчики внезапно атаковали врага, в рукопашном бою уничтожили 7 противников, захватили 2 пулемета, 5 автоматов, 10 винтовок и большое количество боеприпасов. Ошеломленный неожиданным броском разведчиков противник беспорядочно бежал.
Приказом по войскам 48-й армии от 19 марта 1944 года младший сержант Николаев Михаил Алексеевич награждён орденом Славы 2-й степени.
24 июня 1944 года при прорыве обороны в районе города Рогачёв и форсировании реки Друть сержант Николаев первым ворвался в траншеи противника, гранатами уничтожил гарнизон блиндажа и захватил ценные документы и доставил в штаб полка. 25 июня близ населенного пункта Заболотье, находясь в разведке, первым обнаружил засаду противника. В составе разведывательной группы вступил с противником в бой. Был ранен в ногу, но остался в строю до подхода основных сил полка.
Указом Президиума Верховного Совета СССР от 24 марта 1945 года за образцовое выполнение боевых заданий командования на фронте борьбы с немецкими захватчиками и проявленные при этом доблесть и мужество сержант Николаев Михаил Алексеевич награждён орденом Славы 1-й степени. Стал полным кавалером ордена Славы.
В январе 1947 года старшина Николаев был демобилизован. Вернулся в родной город. Работал плотником на Сызранском заводе пищевых концентратов. Жил в городе Сызрань. Скончался 12 июля 1979 года.
Награждён орденами Красной Звезды, Славы 1-й, 2-й и 3-й степеней, медалями.